# Edmond Chehade
Edmond Joseph Chehade (tiếng Ả Rập: إدموند جوزيف شحاده; sinh ngày 30 tháng 9 năm 1993) là một cầu thủ bóng đá người Liban chơi ở vị trí tiền đạo cho câu lạc bộ Salam Zgharta và đội tuyển quốc gia Liban.